# Турья (философия)
Турья, турия, чатурта (санскр. तुरीय — букв. «четвёртое»)— в индийской философии особое состояние сознания, в котором отсутствует субъектно-объектное разделение, область чистого сознания, лежащая в основе трёх остальных (джаграта, свапна, сушупти), но являющееся наивысшим.
Четвёртое состояние сознания не получило своего собственного имени и обозначалось просто: «четвёртое» из-за того, что не может быть адекватно определено напрямую и, как правило, определяется через череду отрицаний.
Впервые четвёртое состояние сознание под именем чатурта (букв. «четвёртое») упоминается в Мандукья-упанишаде. Позднее, его более подробно описывает Гаудапада в комментариях к Мандукья-упанишаде (Мандукья-карики). Более подробное описание четвёртого состояния также присутствует в трактате Тирумантирам Тирумулара, где оно именуется — турия. Ученик Гаудапады Шанкара, в свою очередь, в комментариях к Мандукья-карики развивает учение о четвёртом состоянии.

## Характеристики четвёртого состояния
Человек, достигающий состояния турии, испытывает блаженство и прекращение горестей. Турия в потенциале свойственна всем живым существам. В кариках Гаудапады четвёртое состояния прямо названо «не-двойственным» (адвайта), что впоследствии дало имя философской системе адвайта-веданте.

Они считают «Четвёртым» то,

что не сознает внутреннего,

не сознает внешнего,

не сознает их обоих,

это и не глыба сознания,

это не сознание

и не отсутствие сознания.

Оно невидимо,

лежит вне обычной практики,

недостижимо,

невыводимо,

немыслимо,

неописуемо.
— Мандукья-упанишада, 7

В уничтожении всех печалей

распорядитель-Господь неистощим.

Недвойственное блаженство,

«Четвёртое» [состояние],

считается заполняющим собою все существa.
— Мандукья-карики, 1.10

## Сходства турии с другими философскими понятиями
Тирумулар в Тирумантирам отождествляет турию с понятием самадхи.
Свами Сватмарама в Хатха-йога-прадипика отождествляет турию не только с самадхи, но и с другими схожими по значению терминами индийской философии:

Раджа-йога, самадхи, унмани, манонмани, амаратва, лайя, таттва, шуньяашунья, парамапада, аманаска, адвайта, нираламба, ниранджана, дживанмукти, сахаджа и турия — все эти слова являются синонимами.
— Хатха-йога-прадипика

## Концепция адвайты
Две первые области сознания (джаграта и свапна) не являются истинной реальностью из-за дуалистической природы субъекта и объекта (я — не-я). В лишённом сновидений сне (сушупти) внешние и внутренние объекты не воспринимаются; однако это не означает, что сознание не присутствует там. Описание сушупти походит на высказывание «я не вижу ничего», но при этом зрение сохраняется; также в лишённом сновидений сне не ощутимо ничего, но сам факт признания неощутимости является верным доказательством существование сознания в течение глубокого сна.
Сознание является постоянным фактором во всех трёх областях, независимо от присутствия или отсутствия объектов. Само сознание не требует демонстрации перед другими, поскольку оно самодостаточно. В то время как всё представлено сознанию, само сознание не представлено ничему, оно не объект относительно другого, это то, что лежит в основе субъекта и объекта — четвёртое состояние сознания (турья) — Брахман.
В Мандукья Упанишаде об этом сказано так: «Не имеет частей четвёртое состояние — неизречённое; растворение проявленного мира, приносящее счастье, недвойственное».

## Вайшнавская концепция
Три состояния сознания в той или иной степени зависимы от материального влияния и сохраняют единство — в бодрствующем состоянии непосредственно (раджо-гуна), в состоянии сна со сновидениями сознание продолжает оперировать идеями, полученных от материального опыта (саттва-гуна), а после пробуждения от глубокого сна остаётся память об этом состоянии (тамо-гуна). Состояние глубокого сна, когда влияние внешнего минимально, а сознание остаётся, в какой-то мере является ключом к пониманию турьи, которое представляет собой сознание, свободное от материального влияния, но в то же время неотделимое от трёх других.

## Туриятита
В Тирумантирам, а также  в более поздних текстах кашмирского шиваизма, встречается понятие туриятита (букв. «над четвёртым») обозначающие состояние сознания более высокое чем турия. Согласно этим текстам, при достижении именно этого состояния сознания происходит окончательное освобождение и слияние человека с Богом.